# Anton von Kalik

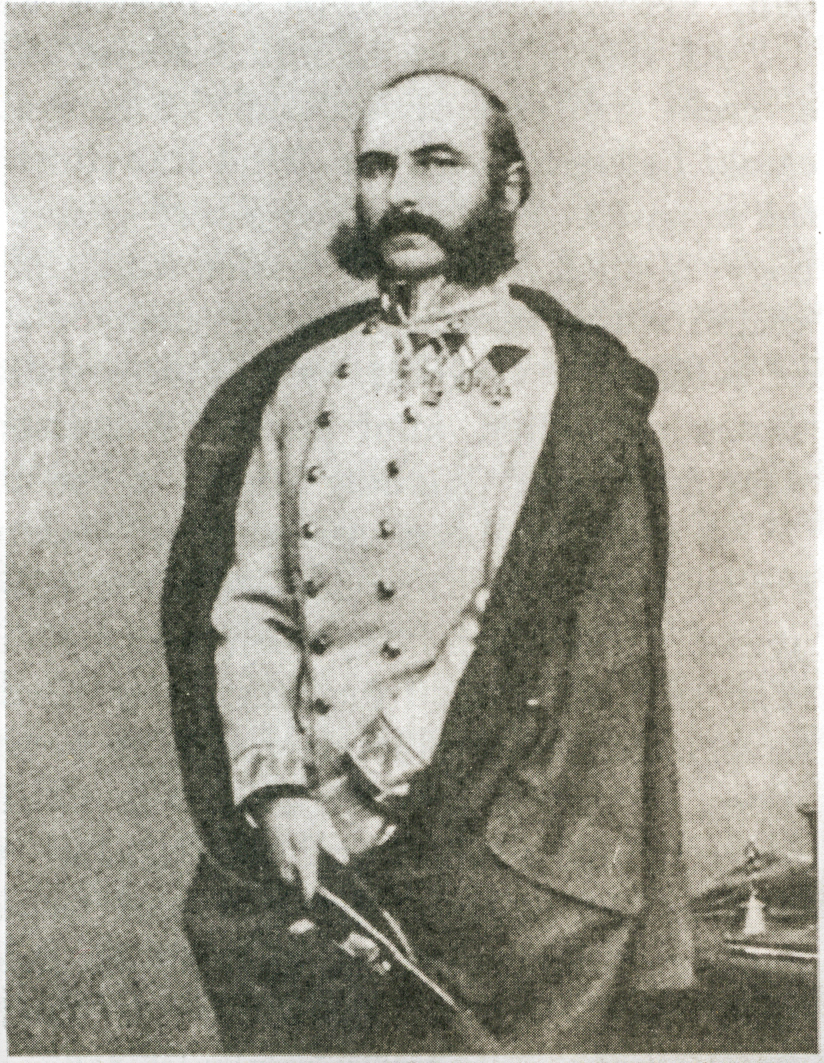
Anton von Kalik

Anton Ritter von Kalik (* 2. Dezember 1818 in Bohorodczany, Galizien, Kaisertum Österreich; † 16. Juli 1866 in Altona) war ein österreichischer Generalmajor und der erste Leiter des Evidenzbüros, des militärischen Nachrichtendienstes der k.k. Monarchie.

## Leben
Der Sohn eines galizischen Hauptmanns wurde 1830 aus der Theresianischen Militärakademie als Leutnant ausgemustert und im selben Jahr zum Generalstab nach Wien versetzt.
Im Revolutionsjahr 1848 nahm Kalik, mittlerweile Hauptmann, an der Niederschlagung des Wiener Oktoberaufstandes teil und war maßgeblich an der Erstürmung der von den Aufständischen besetzten Hofburg beteiligt. Im Jahr darauf nahm er am Feldzug gegen die Aufstände in Ungarn teil und kämpfte in der Schlacht bei Kápolna. Für seine Verdienste wurde ihm 1850 das Militärverdienstkreuz sowie das Ritterkreuz des Leopold-Ordens verliehen.
1850 wurde Kalik auch zum Oberst befördert und zum Vorsteher des neu gegründeten Evidenzbüros, des Militärgeheimdienstes der Donaumonarchie, ernannt. Er war auch als Professor in der Kriegsschule tätig und wurde mit einer diplomatischen Mission in den Orient betraut. 1858 wurde Kalik in den Ritterstand erhoben.
1864 zum Generalmajor befördert, übergab Kalik die Leitung des Evidenzbüros an Georg Ritter von Kees und wurde an der Spitze einer Brigade in den Deutsch-Dänischen Krieg geschickt. Seine Truppen („Brigade Kalik“) waren bis 1866 in Holstein stationiert, dessen Verwaltung sich Preußen und die Donaumonarchie bis zum Ausbruch des Preußisch-Österreichischen Krieges teilten. Nach längerer Krankheit starb Kalik am 16. Juli 1866 in Altona.